# With or Without You
"With or Without You" là ca khúc của ban nhạc người Ireland, U2. Ca khúc nằm trong album phòng thu thứ sáu của họ, The Joshua Tree, và được phát hành dưới dạng đĩa đơn vào năm 1987. Đây trở thành đĩa đơn thành công nhất của ban nhạc tính tới thời điểm đó, và trở thành đĩa đơn quán quân đầu tiên của họ ở cả Mỹ lẫn Canada với những vị trí dẫn đầu lần lượt tại Billboard Hot 100 và RPM.
"With or Without You" đặc trưng bởi tiếng guitar của The Edge với chiếc Infinite Guitar, cùng với đó là phần giọng của Bono và phần bass đặc biệt của Adam Clayton. Ca khúc vốn đã được làm demo từ cuối năm 1985, song ban nhạc đã tiếp tục phát triển và hoàn thiện nó trong quá trình thực hiện The Joshua Tree. Cho dù được coi là ca khúc viết về tình yêu, đây lại là một ca khúc mà Bono sáng tác từ những trăn trở của anh giữa cuộc sống của một người nhạc sĩ và của một người đàn ông tự lập.
Ngay từ khi mới được phát hành, ca khúc đã nhận được rất nhiều lời nhận xét tích cực. Đây là ca khúc được trình diễn thường xuyên bởi ban nhạc, và cũng luôn được góp mặt trong các album tuyển tập cũng như các bộ phim trình diễn trực tiếp. "With or Without You" chính là ca khúc được hát lại nhiều nhất của U2. Năm 2010, tạp chí Rolling Stone xếp ca khúc ở vị trí số 132 trong danh sách "500 bài hát vĩ đại nhất".

## Danh sách ca khúc
| STT | Nhan đề                            | Sáng tác      | Sản xuất                     | Thời lượng |
| --- | ---------------------------------- | ------------- | ---------------------------- | ---------- |
| 1.  | "With or Without You"              | U2            | Daniel Lanois, Brian Eno     | 4:53       |
| 2.  | "Luminous Times (Hold on to Love)" | U2, Brian Eno | Daniel Lanois, Brian Eno, U2 | 4:33       |
| 3.  | "Walk to the Water"                | U2            | Daniel Lanois, Brian Eno, U2 | 4:49       |

## Xếp hạng
| Bảng xếp hạng(1987)                    | Vị trí cao nhất |
| -------------------------------------- | --------------- |
| Áo (Ö3 Austria Top 40)                 | 15              |
| Canadian RPM 100 Singles               | 1               |
| Đan Mạch (Tracklisten)                 | 37              |
| Finland (Suomen virallinen lista)      | 5               |
| Pháp (SNEP)                            | 10              |
| Đức (GfK)                              | 7               |
| Ireland (IRMA)                         | 1               |
| Hà Lan (Single Top 100)                | 2               |
| New Zealand (Recorded Music NZ)        | 5               |
| Thụy Điển (Sverigetopplistan)          | 13              |
| Thụy Sĩ (Schweizer Hitparade)          | 10              |
| artist LÀ BẮT BUỘC CHO UKsinglesbyname | 4               |
| Hoa Kỳ Billboard Hot 100               | 1               |
| Hoa Kỳ Adult Contemporary (Billboard)  | 23              |

Chứng chỉ
| Quốc gia                                                                           | Chứng nhận | Số đơn vị/doanh số chứng nhận |
| ---------------------------------------------------------------------------------- | ---------- | ----------------------------- |
| Canada (Music Canada)                                                              | Vàng       | 0^                            |
| Ý (FIMI)                                                                           | Vàng       | 25.000*                       |
| * Chứng nhận dựa theo doanh số tiêu thụ. ^ Chứng nhận dựa theo doanh số nhập hàng. |            |                               |